# 休閒效益
休閒效益，是指一個人參與休閒活動時，在活動過程中或結束時得到心理、生理、社會、智能等方面的利益。

## 定義
有許多研究者針對休閒效益有其定義：
Mannel 及 Stynes認為人們在參與休閒活動時，受到環境、活動、時間、心理的刺激，而產生生理、心理、環境、經濟、社會之影響，這些影響經由人們的評價後，就產生了休閒效益。Driver（1991）指出休閒效益指的是個人在參與休閒活動的過程中，強調身心狀況與社會關係是否獲得的改善或助益。Ajzen（1991）認為參與休閒活動時休閒目標達成後，認知需求滿足程度進而獲得休閒效益的主觀感受，當獲得效益的越高，參與的行為表現也會更積極。高俊雄（1995）認為休閒效益是指在參與活動過程中，可以幫助參與者個人改善身心狀態或滿足個人需求的現象。林欣慧（2002）認為在從事休閒活動的過程中，每個人對於休閒效益的感受不盡相同，此為一種主觀的概念，個人的休閒體驗與感受經過主觀評估之後，產生不同的休閒效益。

## 分類

### Tinsley、Barrett及Kass（1979年）
1. 表達自我
2. 社會交友
3. 肯定自我能力
4. 補償
5. 服務社會
6. 啟發心思智慧
7. 獨處
8. 安寧

### 林清山（1985年）
1. 生理健康
2. 心理健康
3. 社會健康
4. 智能發展

### 劉泳倫（2003年）
劉泳倫彙整了過去專家學者對休閒活動功能的看法，歸納出休閒活動有四種主要功能:

#### 在個人方面
1. 促進生理健康
2. 促進生理健康
3. 擴展生活經驗、增廣見聞
4. 啟發智慧、發揮創造力
5. 增進人際關係
6. 疾病治療的功能
7. 促進自我實現
8. 放鬆心情、減輕壓力

#### 在家庭方面
1. 促進家人感情交流
2. 促進家庭和諧快樂
3. 提高生活品質

#### 在社會方面
1. 預防犯罪功能
2. 促進人群融合
3. 促進社會安和樂利、增進社會福祉

#### 在國家、經濟方面
1. 提升工作效率、帶動經濟發展
2. 促進勞資和諧、減少勞資糾紛
3. 提升文化素養、促進藝術與文化交流

### 其他學者
1. 生理利益
2. 心理利益
3. 社交利益
4. 放鬆利益
5. 教育利益
6. 美學利益

## 舉例
小明和爸爸參加一個登山健走的活動，在活動中獲得休閒效益如下：
- 生理：訓練心肺功能、耐力、肌力
- 心理：成就感、增進親子間的親密感
- 社交：認識不同的登山健走夥伴
- 教育：學習登山相關知識

### 腳註
1. ↑  Mannel, R. C., & Stynes, D. J. (1991). A retrospective: The benefits of leisure. In B. L. Driver, P. J. Brown & G. L. Peterson (Eds), Benefits of leisure(pp.461-473). Stage College, PA: Venture Publishing.

### 其他
1. 張耿介，陳文長 (编).  第2版. 新文京開發出版股份有限公司.
2. 陳宗玄，張瑞琇 (编).  第2版. 揚智文化事業股份有限公司.